# Aeropuerto Internacional de Latakia
El Aeropuerto Internacional de Latakia (IATA: LTK, OACI: OSLK) es un aeropuerto situado en Latakia, Siria.

## Aerolíneas y destinos
Operban en 2015
| Aerolíneas      | Destinos                                                                                        |
| --------------- | ----------------------------------------------------------------------------------------------- |
| Autolux Airways | Kiev–Boryspil                                                                                   |
| FlyDamas        | Damasco                                                                                         |
| Syrian Air      | Abu Dhabi, El Cairo, Doha, Damasco, Dubái, Yeda, Qamishli, Kuwait, Moscú–Vnukovo, Riad, Sharjah |